# Sportåret 1807

## Händelser

### Boxning

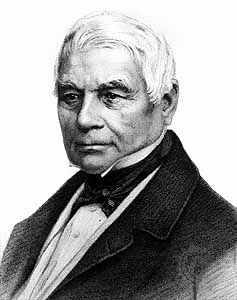
John Gully.

- 8 april – Tom Cribb besegrar Jem Belcher i Moulsey Hurst. Matchen varar i 55 minuter över 41 ronder.[1]

- 30 september – Hen Pearce ska möta John Gully, men matchen ställs in eftersom Pearce är sjuk. Gully tar därmed över den engelska mästerskapstiteln i tungvikt.[2]

- 14 oktober – John Gully besegrar Bob Gregson i Six Mile Bottom och försvarar därmed sin engelska mästerskapstitel i tungvikt. Matchen varar i en timme och 20 minuter över 36 ronder.[2]

## Födda
- 21 mars – William Andrew MacFie, skotsk curlingpionjär[3]

## Bildade föreningar och klubbar
- 22 januari – Royal Montreal Curling Club, Nordamerikas äldsta aktiva idrottsförening[4]